# Austria na Zimowych Igrzyskach Olimpijskich 1936
Austrię na Zimowych Igrzyskach Olimpijskich 1936 reprezentowało 60 zawodników.

## Zdobyte medale
| Medal  | Zawodnik                | Dyscyplina           | Konkurencja       |
| ------ | ----------------------- | -------------------- | ----------------- |
| Złoto  | Karl Schäfer            | Łyżwiarstwo figurowe | soliści           |
| Srebro | Ilse Pausin Erik Pausin | Łyżwiarstwo figurowe | pary sportowe     |
| Brąz   | Felix Kaspar            | Łyżwiarstwo figurowe | soliści           |
| Brąz   | Max Stiepl              | Łyżwiarstwo szybkie  | 10 000 m mężczyzn |

## Skład kadry

### Biegi narciarskie
Mężczyźni
| Konkurencja        | Zawodnik                                              | czas    | Pozycja |
| ------------------ | ----------------------------------------------------- | ------- | ------- |
| Bieg na 18 km      | Harald Bosio                                          | 1:24:39 | 28.     |
| Bieg na 18 km      | Hans Jamnig                                           | 1:26:20 | 36.     |
| Bieg na 18 km      | Fred Rössner                                          | 1:27:05 | 39.     |
| Bieg na 18 km      | Franz Gallwitz                                        | 1:27:28 | 41.     |
| Sztafeta 4 x 10 km | Fred Rössner Harald Bosio Franz Gallwitz Hans Baumann | 3:02:48 | 8.      |

### Bobsleje
Mężczyźni
| Osada | Zawodnik                                                            | Konkurencja | Ślizg 1 | Ślizg 2 | Ślizg 3 | Ślizg 4 | Łącznie | Pozycja |
| ----- | ------------------------------------------------------------------- | ----------- | ------- | ------- | ------- | ------- | ------- | ------- |
| AUT-1 | Hanns Stürer Hans Rottensteiner                                     | Dwójki      | 1:28,12 | 1:25,20 | 1:30,55 | 1:28,13 | 5:52,00 | 13.     |
| AUT-2 | Hans Volckmar Anton Kaltenberger                                    | Dwójki      | 1:33,71 | 1:26,28 | 1:30,50 | 1:31,81 | 6:02,30 | 19.     |
| AUT-1 | Franz Lorenz Richard Lorenz Franz Wohlgemuth Rudolf Höll            | Czwórki     | 1:27,38 | 1:26,84 | 1:26,17 | 1:24,74 | 5:45,13 | 11.     |
| AUT-2 | Franz Bednar Viktor Wigelbeyer Johann Baptist Gudenus Robert Bednar | Czwórki     | 1:30,70 | 1:29,62 | 1:30,95 | 1:26,64 | 5:57,91 | 13.     |

### Hokej na lodzie
Reprezentacja mężczyzn
| - Hermann Weiß - Hans Trauttenberg - Rudolf Vojta - Oskar Nowak - Fritz Demmer - Franz Csöngei |  | - Hans Tatzer - Willibald Stanek - Lambert Neumaier - Franz Schüßler - Emil Seidler - Sepp Göbl |

Reprezentacja Austrii brała udział w rozgrywkach grupy A turnieju olimpijskiego zajmując w niej drugie miejsce i awansując do drugiej rundy rozgrywek. W drugiej rundzie reprezentacja Austrii występowała w grupie B zajmując w niej czwarte miejsce. Ostatecznie reprezentacja Austrii została sklasyfikowana na 7. miejsce.

#### Runda pierwsza
Grupa A
| Drużyna | M | Mecze | Mecze | Mecze | Bramki | Bramki | Bramki | Pkt |
| Drużyna | M | W     | R     | P     | +      | -      | +/-    | Pkt |
| ------- | - | ----- | ----- | ----- | ------ | ------ | ------ | --- |
| Kanada  | 3 | 3     | 0     | 0     | 24     | 3      | +21    | 6   |
| Austria | 3 | 2     | 0     | 1     | 11     | 7      | +4     | 4   |
| Polska  | 3 | 1     | 0     | 2     | 11     | 12     | -1     | 2   |
| Łotwa   | 3 | 0     | 0     | 3     | 3      | 27     | -24    | 0   |

Wyniki
| 7 lutego 1936 | Austria | 2:1 | Polska | Olympia-Kunsteis-Stadion |

| Godzina: 14:30 | F. Demmer O.Nowak | (0:0, 0:0, 2:1) | A.Kowalski | Sędzia główny: Loicq Sędziowie liniowi: Kreisel |

| 8 lutego 1936 | Kanada | 5:2 | Austria | Olympia-Kunsteis-Stadion |

| Godzina: 10:20 | w.Thomson H. Farquharson H.Murry K. Farmer A.Sinclair | (4:0, 1:2, 0:0) | w.Thomson (gol samobójczy) R.Vojta | Sędzia główny: Loicq Sędziowie liniowi: Kraatz |

| 9 lutego 1936 | Austria | 7:1 | Łotwa | Rießersee |

| Godzina: 14:30 | F.Demmer E. Seidler H. Tatzer E. Seidler H. Tatzer F.Csöngei F.Demmer | (4:0, 0:0, 3:1) | K. Paegle | Sędzia główny: Rectorik Sędziowie liniowi: Leineweber |

#### Runda druga
Grupa B
| Drużyna                           | M | Mecze | Mecze | Mecze | Bramki | Bramki | Bramki | Pkt |
| Drużyna                           | M | W     | R     | P     | +      | -      | +/-    | Pkt |
| --------------------------------- | - | ----- | ----- | ----- | ------ | ------ | ------ | --- |
| Stany Zjednoczone                 | 3 | 3     | 0     | 0     | 5      | 1      | +4     | 6   |
| Pierwsza Republika Czechosłowacka | 3 | 2     | 0     | 1     | 6      | 4      | +2     | 4   |
| Szwecja                           | 3 | 1     | 0     | 2     | 3      | 6      | -3     | 2   |
| Austria                           | 3 | 0     | 0     | 3     | 1      | 4      | -3     | 0   |

Wyniki
| 11 lutego 1936 | Szwecja | 1:0 | Austria |  |

| Godzina: 14:30 | Y.Liljeberg | (1:0, 0:0, 0:0) |  | Sędzia główny: Pudas Sędziowie liniowi: Tupalski |

| 12 lutego 1936 | Stany Zjednoczone | 1:0 | Austria | Olympia-Kunsteis-Stadion |

| Godzina: 22:15 | J.Garirison | (0:0, 1:0, 0:0) |  | Sędzia główny: Pudas Sędziowie liniowi: Kreisel |

| 13 lutego 1936 | Czechosłowacja | 2:1 | Austria | Olympia-Kunsteis-Stadion |

| Godzina: 10:50 | D.Jirotka | (0:0, 2:1, 0:0) | F. Csöngei | Sędzia główny: Pudas Sędziowie liniowi: Brown |

### Kombinacja norweska
Mężczyźni
| Zawodnik           | Konkurencja   | Bieg narciarski | Bieg narciarski | Bieg narciarski | Skoki narciarskie | Skoki narciarskie | Skoki narciarskie | Skoki narciarskie | Łącznie | Pozycja |
| Zawodnik           | Konkurencja   | Czas biegu      | Pozycja         | Punkty          | Skok 1            | Skok 2            | Punkty            | Pozycja           | Łącznie | Pozycja |
| ------------------ | ------------- | --------------- | --------------- | --------------- | ----------------- | ----------------- | ----------------- | ----------------- | ------- | ------- |
| Hubert Köstinger   | Indywidualnie | 1:25:09         | 15.             | 186,0           | 44,0              | 48,0              | 189,2             | 20.               | 375,2   | 15.     |
| Hans Baumann       | Indywidualnie | 1:22:49         | 7.              | 198,5           | 40,0              | 44,0              | 173,6             | 36.               | 372,1   | 17.     |
| Markus Maier       | Indywidualnie | 1:27:31         | 28.             | 173,7           | 47,0              | 49,5              | 188,2             | 23.               | 361,9   | 25.     |
| Walter Delle Karth | Indywidualnie | 1:37:14         | 46.             | 125,8           | 48,0              | 49,5              | 207,3             | 4.                | 333,2   | 33.     |

### Łyżwiarstwo figurowe
| Zawodnik                       | Konkurencja   | Nota  | Pozycja |
| ------------------------------ | ------------- | ----- | ------- |
| Hedy Stenuf                    | Solistki      | 387,6 | 4.      |
| Emmy Putzinger                 | Solistki      | 381,8 | 7.      |
| Grete Lainer                   | Solistki      | 373,4 | 9.      |
| Bianca Schenk                  | Solistki      | 356,4 | 14.     |
| Karl Schäfer                   | Soliści       | 422,7 | złoto   |
| Felix Kaspar                   | Soliści       | 400,1 | brąz    |
| Leopold Linhart                | Soliści       | 364,2 | 11.     |
| Hellmut May                    | Soliści       | 354,8 | 14.     |
| Ilse Pausin Erik Pausin        | pary sportowe | 19,5  | srebro  |
| Eleanore Bäumel Fritz Wächtler | pary sportowe | 11,3  | 14.     |

### Łyżwiarstwo szybkie
Mężczyźni
| Zawodnik          | Konkurencja   | Konkurencja   | Konkurencja    | Konkurencja    | Konkurencja    | Konkurencja    | Konkurencja      | Konkurencja      |
| Zawodnik          | Bieg na 500 m | Bieg na 500 m | Bieg na 1500 m | Bieg na 1500 m | Bieg na 5000 m | Bieg na 5000 m | Bieg na 10 000 m | Bieg na 10 000 m |
| Zawodnik          | Czas          | Miejsce       | Czas           | Miejsce        | Czas           | Miejsce        | Czas             | Miejsce          |
| ----------------- | ------------- | ------------- | -------------- | -------------- | -------------- | -------------- | ---------------- | ---------------- |
| Karl Leban        | 44,8          | 6.            | 2:24,3         | 12.            |                |                |                  |                  |
| Karl Wazulek      | 45,1          | 13.           | 2:22,2         | 6.             | 8:38,4         | 8.             | 17:57,1          | 11.              |
| Ferdinand Preindl | 46,4          | 21.           | 2:29,0         | 25.            |                |                |                  |                  |
| Gustav Slanec     | 46,7          | 24.           |                |                |                |                |                  |                  |
| Max Stiepl        |               |               | 2:21,6         | 5.             | 8:35,0         | 5.             | 17:30,0          | brąz             |
| Willy Löwinger    |               |               |                |                | 8:53,9         | 19.            | 18:46,5          | 24.              |
| Karl Prochaska    |               |               |                |                | 9:02,6         | 24.            |                  |                  |
| Franz Ortner      |               |               |                |                |                |                | 19:19,1          | 27.              |

### Narciarstwo alpejskie
Kobiety
| Zawodnik       | Konkurencja         | Zjazd  | Zjazd   | Slalom              | Slalom              | Slalom  | Łącznie | Łącznie |
| Zawodnik       | Konkurencja         | Czas   | Pozycja | Czas 1-go przejazdu | Czas 2-go przejazdu | Pozycja | Punkty  | Pozycja |
| -------------- | ------------------- | ------ | ------- | ------------------- | ------------------- | ------- | ------- | ------- |
| Grete Nissl    | Kombinacja alpejska | 6:12,8 | 14.     | 1:38,5              | 1:38,7              | 10.     | 76,86   | 13.     |
| Hertha Rosmini | Kombinacja alpejska | 6:40,8 | 20.     | 1:49.2              | 1:48,0              | 17.     | 70,69   | 17.     |
| Grete Weikert  | Kombinacja alpejska | 6:47,0 | 21.     | 1:41,9              | 1:52,9              | 15.     | 70,47   | 18.     |
| Käthe Lettner  | Kombinacja alpejska | 7:02,4 | 23.     | 1:43,4              | 1:52,9              | 16.     | 68,88   | 20.     |

### Skoki narciarskie
Mężczyźni
| Skoczek          | Konkurencja        | Skok 1    | Skok 1 | Skok 2    | Skok 2 | Nota  | Pozycja |
| Skoczek          | Konkurencja        | odległość | Nota   | odległość | Nota   | Nota  | Pozycja |
| ---------------- | ------------------ | --------- | ------ | --------- | ------ | ----- | ------- |
| Sepp Bradl       | Skocznia normalana | 64,0      | 98,9   | 70,5      | 105,1  | 204,0 | 19.     |
| Hans Mariacher   | Skocznia normalana | 65,5      | 100,3  | 69,0      | 101,2  | 201,5 | 25.     |
| Rudolf Rieger    | Skocznia normalana | 68,0      | 102,6  | 67,5      | 97,8   | 200,4 | 26.     |
| Franz Aschenwald | Skocznia normalana | 64,5      | 96,7   | 55,5      | 88,9   | 185,6 | 36.     |